# Elaphria vittata
Elaphria vittata är en fjärilsart som beskrevs av Walker 1865. Elaphria vittata ingår i släktet Elaphria och familjen nattflyn. Inga underarter finns listade i Catalogue of Life.